# 주장 맥주
광저우 주장 맥주 그룹 유한공사(중국어 간체자: 广州珠江啤酒集团有限公司, 정체자: 廣州珠江啤酒集有限公司, 병음: Guǎngzhōu Zhūjiāng Píjiǔ Jítuán Yǒuxiàn Gōngsī)는 중국의 맥주회사이다. 주력 상품은 알코올 도수 5.3%의 페일 라거 주장 맥주(중국어: 珠江啤酒, 병음: Zhūjiāng Píjiǔ)이다.